# Astropecten umbrinus
Astropecten umbrinus is een kamster uit de familie Astropectinidae.
De wetenschappelijke naam van de soort werd in 1866 gepubliceerd door Adolph Eduard Grube.